# NGC 6244
NGC 6244 (również PGC 59009 lub UGC 10568) – galaktyka spiralna z poprzeczką (SBa), znajdująca się w gwiazdozbiorze Smoka. Odkrył ją Lewis A. Swift 28 czerwca 1886 roku.